# Sectoria heterognathos
Sectoria heterognathos es una especie de peces de la familia Balitoridae en el orden Cypriniformes.
Los machos pueden llegar alcanzar los 10 cm de longitud total. Se distribuyen por masas de agua dulce y clima tropical en Laos, la China y Tailandia.